# Liogluta granigera
Liogluta granigera – gatunek chrząszcza z rodziny kusakowatych i podrodziny rydzenic. Zamieszkuje palearktyczną Eurazję.

## Taksonomia
Gatunek ten opisany został po raz pierwszy w 1850 roku przez Ernsta Augusta Hellmutha von Kiesenwettera pod nazwą Homalota granigera.

## Morfologia
Chrząszcz o wydłużonym ciele długości od 3,6 do 4,2 mm, nieco szerszym niż u szorstkogonka wydłużonego. Wierzch ciała jest błyszczący, niezbyt gęsto punktowany, porośnięty rozproszonymi, dość długimi, nieco podniesionymi włoskami. Głowa jest ciemnobrązowa do smolistej, zaokrąglona, o niepełnym obrzeżeniu skroni. Czułki są ciemnobrązowe z jasnobrązowawymi nasadami, smuklejsze niż u L. micans, o członie przedostatnim zwykle nie szerszym wyraźnie od swej długości. Przedplecze jest ciemnobrązowe do smolistego, nieco szersze od głowy, lekko poprzeczne. Pokrywy mają ubarwienie rudobrązowe do soczyście brązowego. Mierzone wzdłuż szwu nie są krótsze niż przedplecze. Kolor smukłych odnóży jest jednolicie jasny. U tylnej pary stóp człon pierwszy nie jest dłuższy od drugiego. Odwłok jest ciemnobrązowy do smolistego z rozjaśnionym wierzchołkiem. Tylko trzy początkowe tergity mają u podstawy wyraźne wgłębienia poprzeczne. Pierwszy tergit u obu płci pozbawiony jest ziarenkowania. U samca szósty tergit ma kanciasto pośrodku wysuniętą tylną krawędź. U samicy szósty sternit ma krawędź tylną wyraźnie wykrojoną.

## Ekologia i występowanie
Owad ten bytuje w ściółce, pod opadłymi liśćmi, w owocnikach grzybów i gnijącym sianie.
Gatunek palearktyczny. W Europie znany jest z Portugalii, Wielkiej Brytanii, Francji, Belgii, Luksemburga, Holandii, Niemiec, Szwajcarii, Austrii, Włoch, Danii, Szwecji, Norwegii, Finlandii, Estonii, Litwy, Polski, Czech, Słowacji, Węgier, Białorusi, Chorwacji, Bośni i Hercegowiny, Serbii, Bułgarii i europejskiej części Rosji. W Azji podawany jest z syberyjskiej części Rosji, Gruzji i Korei Północnej.